# Fira de Barcelona
La Fira de Barcelona (en français: Foire de Barcelone), ou Fira Barcelona, est l'institution des foires commerciales de la ville de Barcelone. Elle organise chaque année de nombreux salons et congrès.

## Situation et accès
La foire est accessible par les stations de métro Fira et Europa-Fira sur la ligne 9 du métro de Barcelone, directement reliées à l'aéroport Josep Tarradellas Barcelone-El Prat.
Elle est située principalement sur la commune de L'Hospitalet de Llobregat et dans le quartier barcelonais limitrophe de Montjuïc.